# Internationale Funkausstellung Berlin
IFA (нем. Internationale Funkausstellung Berlin) — ежегодная международная выставка бытовой электроники, проводимая в Берлине. Также известная как Берлинское радиошоу. Одна из старейших индустриальных выставок Германии и одно из главнейших торговых шоу мира.

Выставка организована The German Association for Entertainment and Communications Electronics совместно с Messe Berlin GmbH и проводится в выставочном центре Берлина в сентябре каждого года.
Шоу-площадка даёт возможность участникам представить свои новейшие продукты и разработки для широкой общественности. В результате ежедневной отчётности почти во всех международных СМИ, информация о выставке достигает широкого распространения. В ходе своей истории большое количество мировых инноваций впервые представлялось именно здесь.
Ежегодно в апреле устроители выставки проводят пресс-конференцию, где анонсируют основные события предстоящего мероприятия.

## История
Многолетняя история IFA началась 4 декабря 1924 года, когда в Берлине прошла первая Международная немецкая выставка. После успешного старта (242 участника и 180 тысяч посетителей) было решено проводить её ежегодно.
Во время Второй мировой войны и в послевоенное время — с 1940 по 1949 год — выставка не проводилась.
С 1950 года до 2005 года она проходила раз в два года вплоть, затем снова стала ежегодной.
В 1928 году выставка была посвящена памяти физика Геннриха Герца. Помимо радиоприборов на ней был представлен первый прототип телевизора.
В 1930 году с приветственной речью выставку открыл Альберт Эйнштейн.
В 1931 году немецкий физик и изобретатель Манфред фон Арденне провёл публичную демонстрацию телевизионного системы с использованием электронно-лучевых трубок. Передающееся изображение сканировалось, а передаваемое формировалось пробегающим электронным лучом.
В 1933 году на выставке был представлен радиоприёмник Volksempfänger (VE 301 W), выпуск которого спонсировался нацистской партией Германии по заказу рейхсминистра Йозефа Геббельса. 100 тыс. единиц были проданы во время выставки по цене около 76 рейхсмарок. Важность радио как средства массовой информации, для распространения пропаганды и развлечений, уже давно была очевидна.
В 1935 году фирма AEG продемонстрировала первый аудиомагнитофон.
В 1938 году был выпущен немецкий миниатюрный приёмник DKE 38 (Deutscher Kleinempfänger 38) по цене всего 35 рейхсмарок.
В 1939 году выставка называлась Grosse Deutsche Funk-Und Fernseh-Ausstellung (с нем. — «Большая немецкая радио- и телевыставка»). На ней был продемонстрирован доступный населению телевизор Einheits-Fernseh-Empfänger E1. Физический размер дисплея составлял 7,68 × 8,86 дюймов. Планы по крупномасштабному производству были сорваны началом Второй мировой войны. На выставке был также представлен прототип цветного телевизора, основанный на изобретении Werner Flechsig (см. Теневая решётка).
Берлин оставался местом проведения IFA до начала Второй мировой войны (последняя состоялась в 1939 году).
Возродилась выставка в 1950 году, перестав ограничиваться одним местом и стала проводиться и в других городах: в Дюссельдорфе (1950, 1953, 1955, 1969 года), во Франкфурте-на-Майне (1957, 1959 год), в Берлине (1961, 1963, 1967 год), в Штутгарте (1965 год), пока наконец в 1971 году вновь не вернулась надолго в Берлин.
В 1962 году голландская компания Philips Electronics Corporation представила на выставке кассету компактного размера для хранения аудиоинформации.
В 1971 году выставка стала международной. Этот факт был отражён и в её новом названии — Internationale Funkausstellung (IFA).
В 2003 году выставка объединила более тысячи участников и собрав 273,8 тыс. посетителей, стала вторым по масштабам событием подобного рода в мире. На ней присутствовало свыше 6800 аккредитованных журналистов из 78 стран, а сумма размещённых заказов составила 2,4 млрд евро.
В 2012 году IFA проходила с 31 августа по 5 сентября.
В 2013 году 53-я по счёту выставка проводилась с 6 по 11 сентября.
В 2014 году проводилась с 5 по 10 сентября.
Ассоциация беспроводной связи CTIA и IFA объединились, чтобы в 2014 году провести выставку «без границ».

## Структура
В структуре выставки можно выделить 6 профильных направлений:
- IFA Home Entertainment. Телевидение, DVD, домашние кинотеатры;
- IFA Audio Entertainment. Звуковая аппаратура Hi-Fi, громкоговорители;
- IFA My Media. Фотография, видео, MP3, компьютеры, компьютерные игры, карты памяти;
- IFA Public Media. Телевизионные станции, радио, профессиональная техника для специалистов сферы массовой коммуникации;
- IFA Communication. Телекоммуникация, кабельное телевидение, мобильные средства, навигация, контент-провайдеры;
- IFA Technology & Components. Провайдеры, полупроводники.